# キャプテン・ヴォーン
CT-0292 "キャプテン・ヴォーン"（Captain Vaughn）は、『スター・ウォーズ/クローン・ウォーズ』の銀河共和国における共和国グランド・アーミーに所属するクローン・キャプテンである。

## 概要
クローン戦争末期、第501軍団（第501大隊）がマンダロア包囲戦におけるダース・モールとの対戦に備え、元ジェダイ「アソーカ・タノ」を特別軍事顧問として戦闘に同行させるため、ジェダイ将軍アナキン・スカイウォーカーが同部隊の指揮官「キャプテン・レックス」をコマンダーに昇格させた。
レックスの昇格に伴い、第501軍団の約半数にあたる第332師団のキャプテンとして新たにCT-0292 "ヴォーン" が指名された。
マンダロア包囲戦時、ヴォーンを始めとする第332師団（第332中隊）のメンバーは、特別軍事顧問として復帰するアソーカ・タノに敬意を示すため、ヘルメットにタノのタトゥーを模したペイントを施している。
惑星マンダロアにて、コマンダー・レックスおよびキャプテン・ヴォーン率いる第501軍団（第501大隊/第332師団）は、ボ＝カターン・クライズら「マンダロア・レジスタンス」と協力して首都サンダーリの奪還作戦を展開した。

## アニメーション
キャプテン・ヴォーンはコマンダー・コーディをベースにデザインされており、劇中での装備も類似したものとなっている。
新三部作/プリクエル・トリロジーに関連するアニメーションシリーズでは、声優のディー・ブラッドリー・ベイカーが全てのクローン・トルーパーの声を務めている。日本語吹替版においては、クローン・トルーパーに関わる全作品を金田明夫が担当した。